# Al-Hadher, Syria
Al-Hadher (tiếng Ả Rập: الحاضر; phiên âm: al-Ḥāḍir) là một ngôi làng ở miền bắc Syria, một phần hành chính của quận Mount Simeon thuộc tỉnh Aleppo. Theo Cục Thống kê Trung ương Syria (CBS), al-Hadher có dân số 8,550 trong cuộc điều tra dân số năm 2004.
Đó là 4 km về phía đông của thị trấn cổ Qinnasrin (Chalcis ad Belum). Nó được thành lập bởi bộ lạc Tanukh Ả Rập với tư cách là một āḍir (một khu định cư của Bedouin định canh) vào thế kỷ thứ 4 dưới sự cai trị của Byzantine. Al-Hadher từng là trụ sở của Jund Qinnasrin, (quân khu của Qinnasrin).

## Tiểu sử
- Burns, Ross (1992). "Al-Hadir"+Aleppo&hl=en&sa=X&ved=0ahUKEwiroqS5gu7eAhVMLK0KHfQWCHsQ6AEIMTAC#v=onepage&q="Al-Hadir"%20Aleppo&f=false Monuments of Syria: A Guide. I. B. Tauris. ISBN 9781845119478.  Burns, Ross (1992). "Al-Hadir"+Aleppo&hl=en&sa=X&ved=0ahUKEwiroqS5gu7eAhVMLK0KHfQWCHsQ6AEIMTAC#v=onepage&q="Al-Hadir"%20Aleppo&f=false Monuments of Syria: A Guide. I. B. Tauris. ISBN 9781845119478.  Burns, Ross (1992). "Al-Hadir"+Aleppo&hl=en&sa=X&ved=0ahUKEwiroqS5gu7eAhVMLK0KHfQWCHsQ6AEIMTAC#v=onepage&q="Al-Hadir"%20Aleppo&f=false Monuments of Syria: A Guide. I. B. Tauris. ISBN 9781845119478.
- Sauvaget, J. (1971). "Halab". Trong Lewis, B.; Ménage, VL; Pellat, Ch.; Schacht, J. (chủ biên). Cuốn bách khoa toàn thư về đạo Hồi, ấn bản mới, tập III: Hạn Iram. Leiden: EJ Brill. Trang.   8519090.